# Mechi (zona)
Mechi (em nepali: मेची अञ्चल; transl. Mechi Añcal) é uma zona do Nepal. Está inserida na região do  Centro-Oeste. Tem uma população de 1 307 669 habitantes e uma área de 8 196 km². A capital é a cidade de Ilam.

## Distritos
A zona de Mechi está dividida em quatro distritos:
- Ilam
- Jhapa
- Panchthar
- Taplejung